# I. Dionüsziosz szürakuszai türannosz
I. Dionüsziosz vagy Dionüsziosz az Idősebb (görögül: Διονύσιος ὁ Πρεσβύτεροςül:Διονύσιος ὁ Πρεσβύτερος; i. e. 432 körül – i. e. 367), Szürakuszai türannosza. Több várost is meghódított Szicíliában, modernizálta a hadsereget, megállította Karthágó előretörését a szigeten. A feltárt leletek alapján az ókor egyik legkeményebb zsarnoka – kegyetlen és bosszúálló volt.

## Dionüsziosz fiatalon
Dionüsziosz írnokként kezdte pályafutását. A Karthágó elleni i.e. 409-ben kezdődött háborúban elért eredményei okán megkapta a legfelsőbb katonai vezető rangját i.e. 406-ban. A következő évben megszerezte a legfőbb hatalmat és uralkodói rangra emelkedett.

## Zsoldosok és önkényuralom
Dionüsziosz győzelmet aratott a demokratikus Szürakuszai felett, melynek okán egyaránt a legrosszabb és a legjobb vezetőként uralkodott. Dionüsziosz karrierje kényúrként akkor kezdődött, miután 600 zsoldost kapott a saját védelmezésére, amelynek szükségességét egy szimulált támadással indokolta. A zsoldosainak számát hamarosan 1000 főre növelte, így fokozatosan erősítette meg hatalmát mint türannosz. Ezután elrendelte, hogy zsoldosai teljes jogú tagjai legyenek a polisz közösségének. Egy ilyen törvénnyel minden szavazást irányíthatott, annak ellenére, hogy a demokrácia még hatályban volt. A törvény szerint „alkotmányellenes és törvénytelen felkeléseket provokálni a demokratikus kormány zsoldosai, partizánjai között”. Dionüsziosz pozíciója i.e. 403 elején veszélybe került, hatalmának zsarnoki mivoltát többen felismerték és ellenezték. Érdekes módon, Spárta, amely a múltban számos önkényurat leváltott Korinthosztól Athénig, nem bírálta Dionüszioszt és diktatórikus önkényuralmát. Tény, hogy a kapcsolatuk Szürakúszával rendkívül pozitív volt:

„Amikor a Lacedaemoniaiak [Spártaiak] a görög ügyeket intézték, mindig az egyik legkiválóbb férfit, Arisztuszt küldték Szürakúszába. Látszólag úgy tett, mintha meg akarta volna buktatni a kormányt, de igazság szerint azzal a szándékkal érkezett, hogy növelje a hatalmát a zsarnokságnak. Remélték, hogy azáltal, hogy támogatják Dionüsziosz törvényeit és önkényuralmát, cserébe a rendelkezésükre fog állni amikor szükséges lesz.”

Dionüsziosz további kiváltsága volt, hogy az újonc zsoldosokat akár spártai területekről is besorozhatta. A kiemelkedő demokratikus poliszok bukását az ókori világban Dionüsziosznak köszönhető. Ez az uralkodási forma lett a jellemző a negyedik századi görög területeken, főként a zsoldosok túlnyomó jelenléte miatt. A zsoldos és a zsarnok kéz a kézben járt, Polübiusz megjegyzése szerint „a zsarnok biztonsága teljességgel a zsoldosok hűségén és erején nyugszik”. 

## Fordítás
Ez a szócikk részben vagy egészben  a   Dionysius I of Syracuse című angol Wikipédia-szócikk ezen változatának fordításán alapul.  Az eredeti cikk szerkesztőit annak laptörténete sorolja fel. Ez a jelzés csupán a megfogalmazás eredetét és a szerzői jogokat jelzi, nem szolgál a cikkben szereplő információk forrásmegjelöléseként.